# Finest Worksong
«Finest Worksong» — третий и последний сингл рок-группы R.E.M. с их пятого альбома Document. Это последний оригинальный сингл группы, выпущенный на лейбле I.R.S. Records.

## Список композиций
Все песни написаны группой.
7" сингл
1. «Finest Worksong» — 3:50
2. «Time After Time, Etc.» (live)1 — 8:22

12" сингл и 3" CD-сингл
1. «Finest Worksong» — 3:50
2. «Time After Time, Etc.» (live)1 — 8:22
3. «Finest Worksong» (Lengthy Club Mix) — 5:52
4. «Finest Worksong» (Other Mix) — 3:47

Британский CD-сингл
1. «Finest Worksong»
2. «Time After Time, Etc.» (live)1
3. «It's the End of the World as We Know It (And I Feel Fine)»

### Примечание
1 Записана на Muziekcentrum, Утрехт, Нидерланды 14 сентября 1987 года, это концертное попурри включает «Time After Time», фрагмент «Red Rain» Питера Гэбриэла и «So. Central Rain (I'm Sorry)»

## Чарты
| Страна         | Наивысшая позиция |
| -------------- | ----------------- |
| Великобритания | 50                |
| США            | 28                |